# پاشلک رنگین آمریکای جنوبی
پاشلک رنگین آمریکای جنوبی (نام علمی: Nycticryphes semicollaris) نام یک گونه از تیره پاشلکان رنگین است.